# Gaby Weber

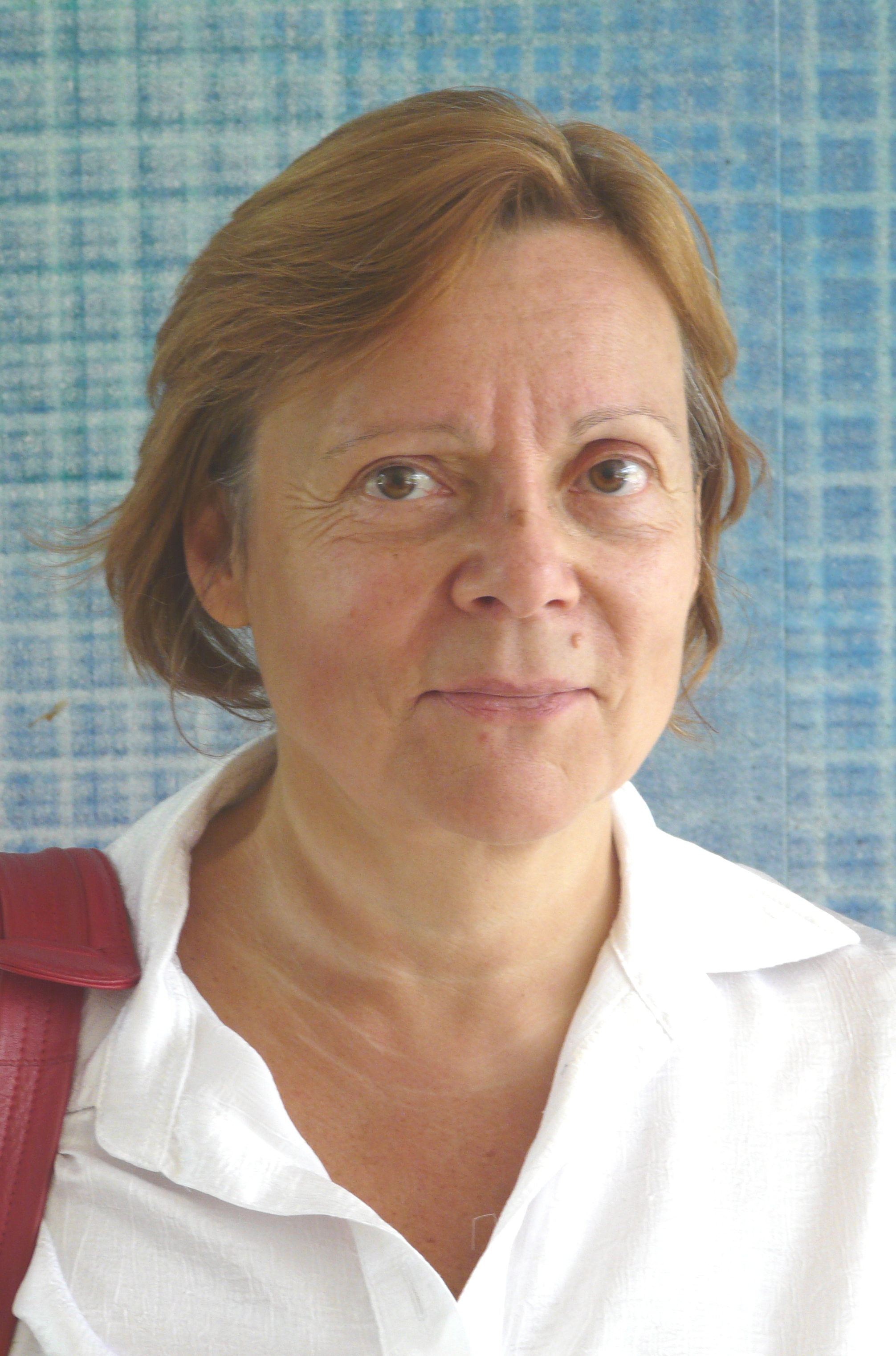
Gaby Weber (2011)

Gabriele „Gaby“ Weber (* 4. Januar 1954 in Stuttgart) ist eine deutsche Romanistin, Journalistin und Publizistin. Ein Schwerpunkt ihrer Publikationen liegt auf der Geschichte der deutsch-lateinamerikanischen Beziehungen.

## Leben
Weber studierte Romanistik und Publizistik an der Freien Universität Berlin, wo sie 1979 mit dem  Magister artium abschloss und 1982 am Lateinamerika-Institut promoviert wurde. 1978 gründete sie taz mit. Sie war als Journalistin und seit 1986 als freie Korrespondentin tätig, zuerst aus Montevideo und von 2002 an aus Buenos Aires. Dort arbeitet sie überwiegend für die Rundfunk-Anstalten der ARD.
Neben der Korrespondententätigkeit hat sie mehrere Reportagen und umfangreiche Recherchen zur Geschichte nachrichtendienstlicher Aktivitäten veröffentlicht, darunter 1989 Gespräche mit Guerilla-Führern in Argentinien, Bolivien, Chile und Uruguay, 2004 über Daimler-Benz und die Argentinien-Connection und 2005 ein Theaterstück über Adolf Eichmann und die Atomforschung in Argentinien. Die Recherchen zu diesem Thema führten zu umfangreichen Korrespondenzen und Berichten über die noch immer gesperrten nachrichtendienstlichen Archivalien der Bundesregierung. Nach einer Entscheidung des Bundesverwaltungsgerichts müssen die vom Bundeskanzleramt als Aufsichtsbehörde gesperrten Archivbestände jedoch überwiegend freigegeben werden.

## Rezeption
René Martens befand in der Jüdischen Allgemeinen zu ihrem DLF-Feature Die Entführungslegende oder: Wie kam Eichmann nach Jerusalem? aus dem Jahr 2011, dass sie ins „Nirvana der Verschwörungstheorien ab[gedriftet]“ sei. Ein vorangegangener Beitrag von ihr zum Thema in der Zeitung Junge Welt ist Martens Ansicht nach beim Neonazi-Portal Altermedia wohlgefällig aufgenommen worden, da darin Israel unterstellt wird, ihm sei Eichmanns angebliche Mitwisserschaft am israelischen Atomprogramm wichtiger als seine Rolle im Holocaust.
Raphael Gross, der Leiter des Frankfurter Fritz-Bauer-Instituts, erklärte dazu:

„Wir wissen relativ viel über die Art und Weise, wie Eichmann gesucht wurde, und auch über die Umstände seiner Ergreifung. […] Derart viele Zeugenaussagen stehen Webers Spekulationen entgegen, dass ich diese als Historiker nicht besonders ernst nehme.“

In ihrem 2012 erschienenen Buch Eichmann wurde noch gebraucht hält es Weber für wahrscheinlich, dass die Entführung Adolf Eichmanns nach Israel durch den Mossad  lediglich vom Bekanntwerden geheimer unterirdischer Atomtests der USA in Argentinien ablenken sollte, die 1960 aufgrund des Erdbebens von Valdivia bekannt zu werden drohten. In den Medien stieß Webers neue Ablenkungsthese überwiegend auf Kritik; Rainer Blasius bezeichnete die Autorin in der Frankfurter Allgemeinen Zeitung als „Verschwörungstheoretikerin“, der Historiker Sven Felix Kellerhoff sprach von einem „Musterbeispiel dafür, wie Verschwörungstheorien funktionieren“. Der Philosoph Bernhard Taureck dagegen bezeichnete Webers Recherchen als gründlich und ihre These als „begründete Vermutungen“.
2019 schrieb Weber auf Telepolis, dass die Übernahme von Monsanto durch die Bayer AG mit Steuergeldern finanziert worden sei, weil die Bundesbank von Bayer Unternehmensanleihen gekauft habe. Die Tageszeitung (taz) bewertete diesen Bericht als Falschmeldung, Weber unterliege zwei Denkfehlern, nämlich dass die Bundesbank über Steuergelder verfüge und dass die Geldpolitik der Notenbanken so etwas wie Subventionen seien.

## Auszeichnung
- 2015 Alternativer Medienpreis in der Sparte Audio für Mercedes-Benz Argentina – Rechtsweg ausgeschlossen.[11]

## Bücher
- Das Gehirnwäscheprogramm der CIA. Libertäre Assoziation, Hamburg 1981, ISBN 3-922611-06-0.
- `Krauts' erobern die Welt. Der deutsche Imperialismus in Südamerika. Libertäre Assoziation, Hamburg 1982, ISBN 978-3-922611-31-8.
- Die Guerilla zieht Bilanz : lateinamerikanische Guerilla-Führer sprechen über Fehler, Strategie und Konzeption – Gespräche, aufgezeichnet in Argentinien, Bolivien, Chile und Uruguay. Focus, Gießen 1989, ISBN 3-88349-375-9.
- Besichtigung der Hinterhöfe. Reportagen über die Geschäfte der Schweizer Multis in Afrika, Asien und Lateinamerika. Mit einem Vorwort von Jean Ziegler. Rotpunktverlag, Zürich 1989, ISBN 3-85869-057-0.
- Die Verschwundenen von Mercedes-Benz. Assoziation A, Berlin 2001, ISBN 978-3-922611-92-9.
- Daimler-Benz und die Argentinien-Connection. Von Rattenlinien und Nazigeldern. Assoziation A, Berlin 2004, ISBN 3-935936-33-8.
- Chatting with Sokrates. Dialog um Öl, Atom und Eichmann · Ein Theaterstück. Die Buchmacherei, Berlin 2008, ISBN 978-3-00-025223-5.
- Eichmann wurde noch gebraucht. Der Massenmörder und der Kalte Krieg. Das Neue Berlin, Berlin 2012, ISBN 978-3-360-02138-0.

## Filme
- 2013: Wunder gibt es nicht[12]
- 2015: Desinformation – Ein Lehrstück über die erwünschte Geschichte[13]
- 2016: Krater für den Frieden[14]
- 2016: Ein Geschenk des Himmels – wie Daimler-Benz Nazigold waschen durfte[15]
- 2017: Tödliche Agri Kultur – Wie Monsanto die Welt vergiftet[16]
- 2017: Der Kampf um die Akten[17] – englische Fassung: On my behalf – the fight for the files[18]
- 2017: Federn lassen – Von der Dritten Welt zum globalen Süden[19]
- 2018: Der Jahrhundertraub – Der Preis des roten Goldes[20]
- 2019: Geld oder Money – der Tyrannosaurus Rex in der Pampa[21]
- 2021: Pimpel und Blaustern - Die BND-Akten über die Strafsache Eichmann[22]
- 2025: Dann kann man Rostock abschreiben - über den Zustand der norddeutschen Friedensbewegung[23]

## Radio-Features (Auswahl)
- 2011: Die nukleare Pflugschar – US-Testversuche trotz des Moratoriums? Deutschlandfunk, Dossier, 2. September 2011[24]
- 2014: Rechtsweg ausgeschlossen? Mercedes-Benz Argentina – Ein Präzedenzfall. Radio-Feature – DLF/WDR[25] (Sendungsmanuskript)